# Cuartel y Batería Buena Vista
El Cuartel y Batería Buena Vista (en inglés: Buena Vista Barracks and Battery o simplemente Batería Buena Vista) era una batería de artillería cerca de los cuarteles de Buena Vista en el extremo sur del territorio de ultramar británico de Gibraltar. Se encuentra en una ligera loma frente a las cercanas instalaciones del cuartel de Buena Vista, que una vez fue la base del Real Regimiento de Gibraltar.
El área de la batería y los cuarteles fue utilizado originalmente como un puesto de observación con una sala de guardia adjunta, que tuvo que ser reconstruida en la década de 1760 después de caer en la ruina. En un momento por debajo de la línea de costa se le consideró que era inatacable , ya que era azotada por las fuertes corrientes. El mirador se convirtió posteriormente en una batería de artillería destinado a proteger Camp Bay de ataques por sorpresa.
En octubre de 1940, durante la Segunda Guerra Mundial, un arma naval de 4 pulgadas se instaló en la batería. El Gobierno de Gibraltar ha designado Buena Vista como edificio protegido Clase A bajo la Ley de Gibraltar Heritage Trust de 1989. 